# Autódromo Internacional de Tocancipá
Der Autódromo Internacional de Tocancipá ist eine Motorsport-Rennstrecke in Tocancipá in Kolumbien. Der Kurs ist derzeit der einzige permanente Rundkurs im Land.

## Geschichte
Mit der Stilllegung des Autódromo Ricardo Mejía im Jahr 1980 wuchs die Angst vor illegalen Straßenrennen und dementsprechend begann die Planung eines neuen permanenten Kurses. Nach einer längeren Suche wurde die Gemeinde Tocancipá als Standort ausgewählt und die Bauarbeiten begannen kurz darauf. Fertiggestellt wurde die Anlage letztendlich 1982, wobei diese damals noch sehr rudimentär ausgestattet war.
Das ursprüngliche Streckenlayout wurde bis 1990 verwendet, danach wurde dieses um einen Oval erweitert. Ab 1986 wurde auch das 6-Stunden-Rennen von Bogotà jährlich ausgetragen, welches bis heute eines der wichtigsten Rennen auf dem Kurs ist. Unter dem Leiter Fernando Escobar wurde dieser ab 1992 weiter modernisiert und um weitere Rennveranstaltungen erweitert.
Aktuell wird die Strecke für verschiedene Tourenwagenrennen und das bekannte 6-Stunden-Rennen verwendet.

## Die Strecke
Zur Eröffnung war der Kurs relativ einfach gehalten, so gab es keinen Strom oder fließendes Wasser. Im Laufe der Jahre entwickelte sich dieser jedoch immer weiter und wurde modernisiert. Die Strecke kann in verschiedenen Varianten gefahren werden und misst in seinem längsten Layout 2,725 Kilometer.